# Eleições estaduais no Piauí em 2018
As eleições estaduais no Piauí em 2018 ocorreram em 7 de outubro como parte das eleições em 26 estados e no Distrito Federal. Foram eleitos o governador Wellington Dias, a vice-governadora Regina Sousa e os senadores Ciro Nogueira e Marcelo Castro, além de 10 deputados federais e 30 deputados estaduais num pleito decidido em primeiro turno. Pela Constituição, o governador terá um mandato de quatro anos a se iniciar em 1º de janeiro de 2019.
Nascido em Oeiras, o bancário Wellington Dias é filho de Joaquim Antônio Neto e Teresinha de Araújo Dias, casal com atuação política em Paes Landim. Filiado ao PT desde 1985, elegeu-se presidente da Associação do Pessoal da Caixa Econômica Federal do Piauí em 1986 e presidente do Sindicato dos Bancários em 1989. Antigo funcionário da Rádio Difusora de Teresina, começou sua vida política ao ser eleito vereador de Teresina em 1992 e deputado estadual em 1994, chegando à presidência do diretório estadual do PT. Em 1996 foi candidato a vice-prefeito de Teresina na chapa de Nazareno Fonteles, mas não logrou êxito. Eleito deputado federal em 1998, perdeu a eleição para prefeito da capital piauiense no ano 2000. Eleito governador do Piauí em 2002 e reeleito em 2006, renunciou ao mandato pouco antes de eleger-se senador em 2010. Derrotado ao candidatar-se a prefeito de Teresina em 2012, romperia com o governo estadual no ano seguinte unindo-se a Ciro Nogueira e João Vicente Claudino para conquistar um inédito terceiro mandato como governador do Piauí 2014, sendo reeleito em 2018.
Natural de União, a professora Regina Sousa é formada em Letras com habilitação em Língua Portuguesa e Língua Francesa pela Universidade Federal do Piauí. A partir de 1983 conciliou sua profissão com a de bancária ao ingressar no Banco do Brasil. Sindicalista, presidiu o Sindicato dos Bancários do Piauí e também a direção estadual da Central Única dos Trabalhadores. Presidente do diretório estadual do PT em seis oportunidades, foi secretária de Administração nos dois primeiros governos de Wellington Dias. Quando este foi eleito senador em 2010, teve Regina Sousa como primeira suplente e esta foi efetivada quando Dias retornou ao governo estadual em 2014, tornando-se a primeira senadora da história do Piauí, estado do qual foi eleita vice-governadora na chapa que reelegeu Wellington Dias em 2018. A vitória de ambos, inclusive, marcou a primeira vez desde 1982 que um mesmo partido elegeu o governador e também seu companheiro de chapa no Piauí.
Tomando por base o período histórico iniciado após a queda do Estado Novo em 1945 e a subsequente promulgação da Constituição de 1946, é a primeira vez na história do Piauí que um mesmo grupo político vence cinco eleições consecutivas para o governo estadual, quatro delas na pessoa de Wellington Dias e uma com Wilson Martins.

## Pesquisas de intenção de voto

#### Governo do Estado
| Divulgação             | Instituto | Margem de erro | Candidato       | Candidato   | Candidato      | Candidato     | Candidato   | Candidato     | Candidato     | Candidato    | Candidato              | Brancos ou Nulos | Nenhum ou Não sabe |
| Divulgação             | Instituto | Margem de erro | Wellington (PT) | Pessoa (SD) | Luciano (PSDB) | Elmano (PODE) | Fábio (PSL) | Alencar (PSC) | Romualdo (DC) | Sueli (PSOL) | Maria de Lourdes (PCO) | Brancos ou Nulos | Nenhum ou Não sabe |
| ---------------------- | --------- | -------------- | --------------- | ----------- | -------------- | ------------- | ----------- | ------------- | ------------- | ------------ | ---------------------- | ---------------- | ------------------ |
| 21 de agosto de 2018   | Ibope     | ±3%            | 47%             | 13%         | 6%             | 6%            | 2%          | 2%            | —             | 1%           | —                      | 13%              | 9%                 |
| 20 de setembro de 2018 | Ibope     | ±3%            | 46%             | 19%         | 10%            | 4%            | 2%          | 2%            | 1%            | 1%           | 1%                     | 8%               | 6%                 |

### Senado Federal
Levando em conta que para o senado o eleitor irá votar duas vezes, as pesquisas possuem um universo de 200%
| Período da pesquisa | Instituto | Margem de erro | Candidato | Candidato     | Candidato    | Candidato   | Candidato    | Candidato    | Candidato    | Candidato    | Candidato  | Candidato       | Candidato    | Candidato     | Candidato    | Candidato     | Candidato     | Candidato    | Candidato      | Candidato    | Brancos ou Nulos | Não sabe |
| Período da pesquisa | Instituto | Margem de erro | Ciro (PP) | Martins (PSB) | Castro (MDB) | Frank (PRB) | Robert (DEM) | Marcos (PTC) | Elizeu (PSL) | Saraiva (DC) | Lira (PSL) | Henrique (REDE) | Jesus (PSOL) | Quem (AVANTE) | Flávia (PRP) | Genival (PSC) | Santos (PSTU) | Fausto (PCB) | Albetiza (PCO) | Andrade (DC) | Brancos ou Nulos | Não sabe |
| ------------------- | --------- | -------------- | --------- | ------------- | ------------ | ----------- | ------------ | ------------ | ------------ | ------------ | ---------- | --------------- | ------------ | ------------- | ------------ | ------------- | ------------- | ------------ | -------------- | ------------ | ---------------- | -------- |
| 18/08 a 21/08/2018  | Ibope     | ±3%            | 36%       | 32%           | 17%          | 17%         | 13%          | 4%           | 3%           | 2%           | 2%         | 2%              | 1%           | 1%            | 1%           | 1%            | 1%            | 1%           | 0%             | 0%           | 37%              | 29%      |
| 03/10 a 05/10/2018  | Ibope     | ±2%            | 42%       | 34%           | 26%          | 17%         | 17%          | 5%           | 2%           | 1%           | 2%         | 2%              | 2%           | 1%            | 2%           | 1%            | 1%            | 1%           | 0%             | 0%           | 21%              | 22%      |

## Resultado da eleição para governador
Conforme o Tribunal Superior Eleitoral, foram apurados 1.736.845 votos nominais.
| Candidatos a governador do estado | Candidatos a vice-governador        | Número | Coligação                                                                   | Votação | Percentual |
| --------------------------------- | ----------------------------------- | ------ | --------------------------------------------------------------------------- | ------- | ---------- |
| Wellington Dias PT                | Regina Sousa PT                     | 13     | A Vitória com a Força do Povo (PT, MDB, PP, PR, PTB, PCdoB, PRTB, PDT, PSD) | 966.469 | 55,65%     |
| José Pessoa Leal SD               | Vanessa Tapety PTC                  | 77     | Mudar para Servir Nossa Gente (SD, PTC, PMN, PRB, PPL)                      | 355.792 | 20,48%     |
| Luciano Nunes PSDB                | Cassandra Moraes Souza DEM          | 45     | Piauí de Verdade (PSDB, DEM, PSB)                                           | 300.549 | 17,30%     |
| Fábio Sérvio PSL                  | Carlos Pinho PROS                   | 17     | Piauí Acima de Tudo (PSL, PROS)                                             | 63.431  | 3,41%      |
| Elmano Ferrer PODE                | Luiz Ayrton Santos Júnior PV        | 19     | Resistência pelo Piauí (PODE, PV, AVANTE, PATRI, REDE, PPS, PMB, PRP, PHS)  | 22.176  | 1,28%      |
| Professora Sueli PSOL             | Chiquinho da Luta PSOL              | 50     | Poder Popular na Construção do Piauí (PSOL, PCB)                            | 12.271  | 0,71%      |
| Valter Alencar PSC                | Raimundo Pereira da Silva Filho PSC | 20     | PSC (sem coligação)                                                         | 11.015  | 0,63%      |
| Luciane Santos PSTU               | Tibério César PSTU                  | 16     | PSTU (sem coligação)                                                        | 2.960   | 0,17%      |
| Romualdo Seno DC                  | Márcio Luiz Santana de Oliveira DC  | 27     | DC (sem coligação)                                                          | 1.405   | 0,08%      |
| Lourdes Melo PCO                  | Cloves dos Santos PCO               | 29     | PCO (sem coligação)                                                         | 777     | 0,04%      |

## Biografia dos senadores eleitos

### Ciro Nogueira
Natural de Teresina, formou-se advogado pela Pontifícia Universidade Católica do Rio de Janeiro em 1992. Empresário, estreou na política através do PFL elegendo-se deputado federal em 1994, 1998 e 2002. Além de suceder ao pai na Câmara dos Deputados, perdeu a eleição para prefeito da capital piauiense no ano 2000 e depois foi presidente do River Atlético Clube. Após migrar para o PP renovou o mandato em 2006 e venceu a eleição para senador em 2010. Eleito presidente nacional do PP em 2013, votou a favor do impeachment de Dilma Rousseff em 2016, o que não impediu sua reeleição em 2018 em coligação com o PT no Piauí. Entrementes, sua aproximação com o presidente Jair Bolsonaro encerrou oito anos de aliança política com o governador Wellington Dias e propiciou a ascensão de Ciro Nogueira como ministro da Casa Civil em 2021 e a posse de sua mãe, Eliane Nogueira, como senadora. Além disso, a genealogia familiar mostra que o avô (Manuel Nogueira Lima), o pai (Ciro Nogueira Lima) e também os tios (Aquiles Nogueira, Etevaldo Nogueira e Nogueira Filho) de Ciro Nogueira exerceram mandatos políticos no Piauí e no Ceará ao longo dos anos.

### Marcelo Castro
Médico formado pela Universidade Federal do Piauí e Doutor em Psiquiatria pela Universidade Federal do Rio de Janeiro, Marcelo Castro nasceu em São Raimundo Nonato e embora tenha pertencido à ARENA e também a outras legendas, foi no PMDB que conquistou seu primeiro mandato político elegendo-se deputado estadual em 1982, 1986 e 1990. Presidente do Instituto de Assistência e Previdência do Estado do Piauí (IAPEP) no primeiro governo Mão Santa e secretário de Agricultura no segundo, foi eleito deputado federal em 1998, 2002, 2006, 2010 e 2014. Ministro da Saúde no segundo governo da presidente Dilma Rousseff, conquistou um mandato de senador via MDB em 2018.

## Resultado da eleição para senador
Conforme o Tribunal Superior Eleitoral, foram apurados 3.001.133 votos nominais.
| Candidatos a senador da República | Candidatos a suplente de senador                                           | Número | Coligação                                                                   | Votação | Percentual |
| --------------------------------- | -------------------------------------------------------------------------- | ------ | --------------------------------------------------------------------------- | ------- | ---------- |
| Ciro Nogueira PP                  | Eliane Nogueira PP Gil Paraibano PP                                        | 111    | A Vitória com a Força do Povo (PT, MDB, PP, PR, PTB, PCdoB, PRTB, PDT, PSD) | 897.959 | 29,92%     |
| Marcelo Castro MDB                | José Hamilton Castelo Branco PTB José Rodrigues da Costa Neto MDB          | 151    | A Vitória com a Força do Povo (PT, MDB, PP, PR, PTB, PCdoB, PRTB, PDT, PSD) | 812.213 | 27,96%     |
| Wilson Martins PSB                | Átila de Melo Lira PSB Lemna Elvas PSDB                                    | 400    | Piauí de Verdade (PSDB, DEM, PSB)                                           | 570.065 | 18,99%     |
| Robert Rios DEM                   | Ana Cleide Monteiro Barbosa DEM Chico Wilson PSDB                          | 258    | Piauí de Verdade (PSDB, DEM, PSB)                                           | 248.223 | 8,27%      |
| Frank Aguiar PRB                  | Carlos Alberto Cardoso Azevedo PMN Fabrício José dos Santos PRB            | 101    | Mudar para Servir Nossa Gente (SD, PTC, PMN, PRB, PPL)                      | 151.269 | 5,04%      |
| Jesus Rodrigues PSOL              | Cyntia Raquel da Costa Falcão PSOL Francisco Waldilio da Silva Sousa PSOL  | 500    | Poder Popular na Construção do Piauí (PSOL, PCB)                            | 72.755  | 2,42%      |
| Marcus Vinícius Cunha Dias PTC    | César Melo PTC Daniel Jackson Araújo de Souza PTC                          | 361    | Mudar para Servir Nossa Gente (SD, PTC, PMN, PRB, PPL)                      | 72.446  | 2,41%      |
| Antônio José Lira PSL             | Raimundo Farias Júnior PSL Urbano Eulálio PSL                              | 170    | Piauí Acima de Tudo (PSL, PROS)                                             | 58.336  | 1,94%      |
| Paulo Henrique Pinheiro REDE      | Fernando Antônio Lopes Gomes REDE Jefferson Carvalho REDE                  | 181    | REDE (sem coligação)                                                        | 27.477  | 0,92%      |
| Flávia Barbosa PRP                | Filinto Neto PRP Ogiomar Fernandes da Silva PRP                            | 444    | PRP (sem coligação)                                                         | 23.645  | 0,79%      |
| Quem-Quem AVANTE                  | Fabrício Rodrigues de Sousa AVANTE Valdecy Xisto AVANTE                    | 700    | AVANTE (sem coligação)                                                      | 21.075  | 0,70%      |
| Genival Oliveira PSC              | Rejane Veras PSC Márcia Marques PSC                                        | 200    | PSC (sem coligação)                                                         | 16.329  | 0,54%      |
| Fausto Ripardo PCB                | Caetano Soares PCB Waldinar Neres PCB                                      | 211    | Poder Popular na Construção do Piauí (PSOL, PCB)                            | 6.932   | 0,23%      |
| Albetiza Araújo PCO               | Francisco Carlos Pitombeira de Moura PCO Antônia Marly Soares de Moura PCO | 290    | PCO (sem coligação)                                                         | 6.669   | 0,22%      |
| Joaquim Saraiva DC                | Jair Sampaio da Silva DC Edmilson Paiva de Sousa DC                        | 277    | DC (sem coligação)                                                          | 5.792   | 0,19%      |
| Lafayette Andrade DC              | Itamar da Silva Andrade DC Adriano José Pereira Galeno DC                  | 278    | DC (sem coligação)                                                          | 5.640   | 0,19%      |
| Gervásio Santos PSTU              | Jociana Sousa PSTU Geracina Rebouças PSTU                                  | 166    | PSTU (sem coligação)                                                        | 4.308   | 0,14%      |
| Elizeu Aguiar PSL                 | Breno Kaywy PSL Jonas Vieira da Silva PSL                                  | 177    | Piauí Acima de Tudo (PSL, PROS)                                             | zero    | zero       |

## Deputados federais eleitos
São relacionados os candidatos eleitos com informações complementares da Câmara dos Deputados.
| Deputados federais eleitos | Partido | Votação | Percentual | Cidade onde nasceu  | Unidade federativa |
| Rejane Dias                | PT      | 138.800 |            | São João do Piauí   | Piauí              |
| Fábio Abreu                | PR      | 132.719 |            | Fortaleza           | Ceará              |
| Assis Carvalho             | PT      | 129.623 |            | Oeiras              | Piauí              |
| Flávio Nogueira            | PDT     | 111.672 |            | Alto Santo          | Ceará              |
| Júlio César                | PSD     | 110.804 |            | Guadalupe           | Piauí              |
| Iracema Portela            | PP      | 96.277  |            | Teresina            | Piauí              |
| Margarete Coelho           | PP      | 76.338  |            | São Raimundo Nonato | Piauí              |
| Marcos Aurélio Sampaio     | MDB     | 73.302  |            | Teresina            | Piauí              |
| Marina Santos              | PTC     | 70.828  |            | Picos               | Piauí              |
| Átila Lira                 | PSB     | 54.095  |            | Piripiri            | Piauí              |

## Deputados estaduais eleitos
Foram eleitos 30 deputados estaduais com a ressalva de convocações de suplentes durante a legislatura.
| Deputados estaduais eleitos | Partido | Votação | Percentual | Cidade onde nasceu     | Unidade federativa |
| Georgiano Neto              | PSD     | 79.723  | 4,39%      | Teresina               | Piauí              |
| Lucy Silveira               | PP      | 57.384  | 3,16%      | Recife                 | Pernambuco         |
| Júlio Arcoverde             | PP      | 49.688  | 2,73%      | Teresina               | Piauí              |
| Wilson Brandão              | PP      | 47.908  | 2,64%      | Rio de Janeiro         | Rio de Janeiro     |
| Severo Eulálio              | MDB     | 47.175  | 2,60%      | Teresina               | Piauí              |
| Flávio Nogueira Júnior      | PDT     | 47.007  | 2,21%      | Teresina               | Piauí              |
| Zé Santana                  | MDB     | 45.813  | 2,52%      | Paraibano              | Maranhão           |
| Francisco Lima              | PT      | 44.234  | 2,43%      | Matias Olímpio         | Piauí              |
| Themístocles Filho          | MDB     | 42.773  | 2,35%      | Teresina               | Piauí              |
| Marden Menezes              | PSDB    | 42.096  | 2,32%      | Teresina               | Piauí              |
| Francisco Costa             | PT      | 41.966  | 2,31%      | São Francisco do Piauí | Piauí              |
| Janaína Marques             | PTB     | 41.653  | 2,29%      | Teresina               | Piauí              |
| Hélio Oliveira              | PR      | 38.391  | 2,11%      | Canto do Buriti        | Piauí              |
| Henrique Pires              | MDB     | 38.346  | 2,11%      | Recife                 | Pernambuco         |
| Pablo Santos                | MDB     | 38.177  | 2,10%      | Picos                  | Piauí              |
| Fernando Monteiro           | PRTB    | 36.852  | 2,03%      | Teresina               | Piauí              |
| Fábio Xavier                | PR      | 35.779  | 1,97%      | São Luís               | Maranhão           |
| Fábio Novo                  | PT      | 35.714  | 1,97%      | Bom Jesus              | Piauí              |
| Hélio Isaías                | PP      | 35.358  | 1,95%      | Teresina               | Piauí              |
| Gustavo Neiva               | PSB     | 34.662  | 1,91%      | Teresina               | Piauí              |
| Franzé Silva                | PT      | 31.526  | 1,74%      | Buriti dos Lopes       | Piauí              |
| Carlos Augusto              | PR      | 30.810  | 1,70%      | Corrente               | Piauí              |
| João Madison Nogueira       | MDB     | 30.118  | 1,66%      | Corrente               | Piauí              |
| Flora Izabel                | PT      | 29.061  | 1,60%      | Teresina               | Piauí              |
| Gessivaldo Isaías           | PRB     | 28.259  | 1,56%      | Teresina               | Piauí              |
| Nerinho                     | PTB     | 27.684  | 1,52%      | Picos                  | Piauí              |
| Evaldo Gomes                | PTC     | 26.851  | 1,48%      | Teresina               | Piauí              |
| Firmino Paulo               | PP      | 26.692  | 1,47%      | Teresina               | Piauí              |
| Teresa Britto               | PV      | 19.532  | 1,08%      | Piripiri               | Piauí              |
| Oliveira Neto               | PPS     | 17.633  | 0,97%      | Teresina               | Piauí              |